# Pic de Font Blanca
Ne doit pas être confondu avec le pic de Bagnels dit encore pic du Port de Siguer.
Le pic de Font Blanca, encore nommé pic du Port, est un sommet des Pyrénées situé sur la frontière entre la France et l'Andorre culminant à 2 903 m d'altitude.

## Toponymie
Pic a le même sens en catalan qu'en français et désigne un sommet pointu par opposition aux tossa et bony fréquemment retrouvés dans la toponymie andorrane et qui correspondent à des sommets plus « arrondis ».
Font signifie « source » en catalan et provient du latin fons de même sens,.
Blanca signifie « blanche » en catalan et provient du bas-latin *blancus lui-même dérivé du vieux-francique *blank de même sens.

## Géographie
Le pic est sur le territoire de la commune de Siguer sur le versant français et sur la paroisse d'Ordino sur le versant andorran. Le riu de Rialb prend sa source sur le versant sud-est. Le sommet est situé en limite du parc naturel régional des Pyrénées ariégeoises et du parc naturel de Sorteny.

### Topographie

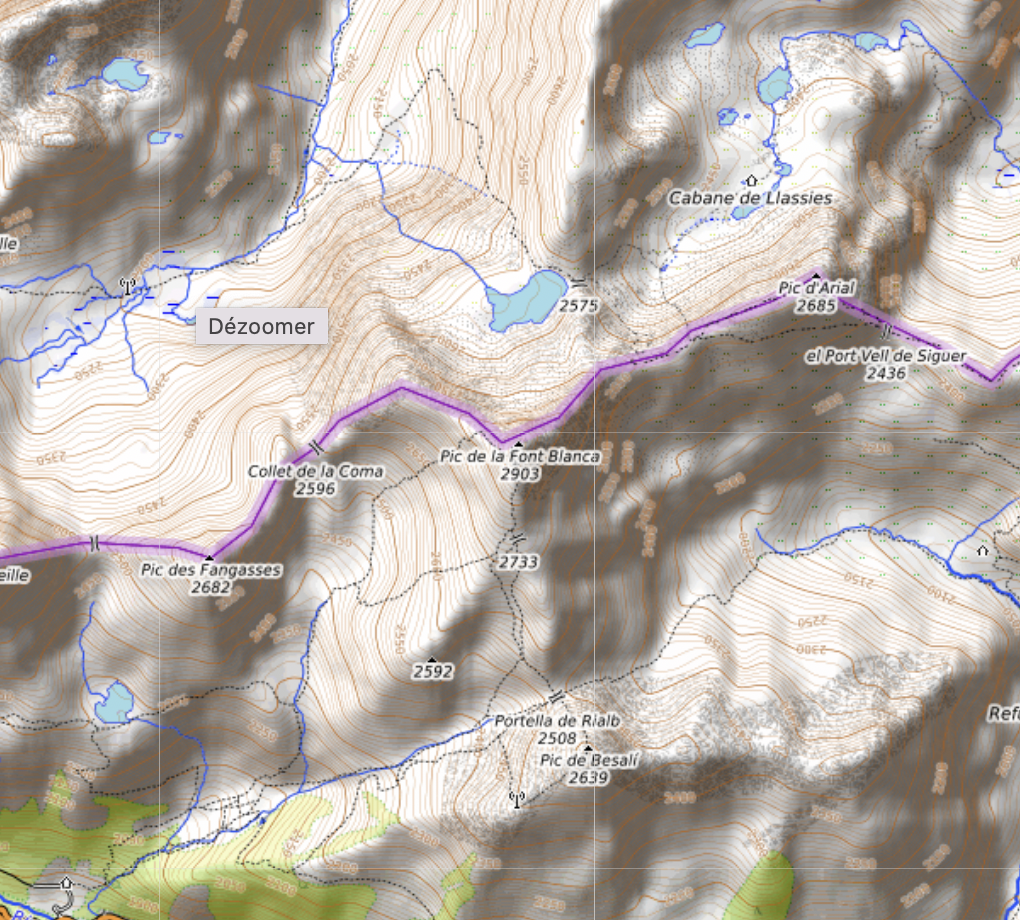
Carte topographique.

Culminant à 2 903 m d'altitude, le pic de Font Blanca est l'un des sept sommets andorrans à s'élever au-delà des 2 900 m. Sa hauteur de culminance est de 394 m.
Le pic de Font Blanca se situe sur la frontière franco-andorrane. C'est un grand sommet bien individualisé qui offre un panorama exceptionnel sur les montagnes ariégeoises et andorranes et en particulier sur la vallée de Sorteny.
Au nord, il domine de plus de 2 000 mètres la vallée de Siguer située dans le département de l'Ariège et les lacs qu'elle abrite : l'étang du Rouch (2 549 m) et plus bas l'étang de Gnioure. Le pic de Font Blanca se prolonge au nord par la crête du Rouch et de Bourbonne jusqu'au pic des Redouneilles. Il se prolonge également à l'est par la crête d'Arial.
Le versant sud domine la vallée d'El Serrat dans la paroisse d'Ordino de plus de 1 400 mètres. Au sud du sommet, se trouve un col portant le nom de Portella de Rialb 2 508 m d'altitude qui sépare le pic de Font Blanca du pic de Besalí.

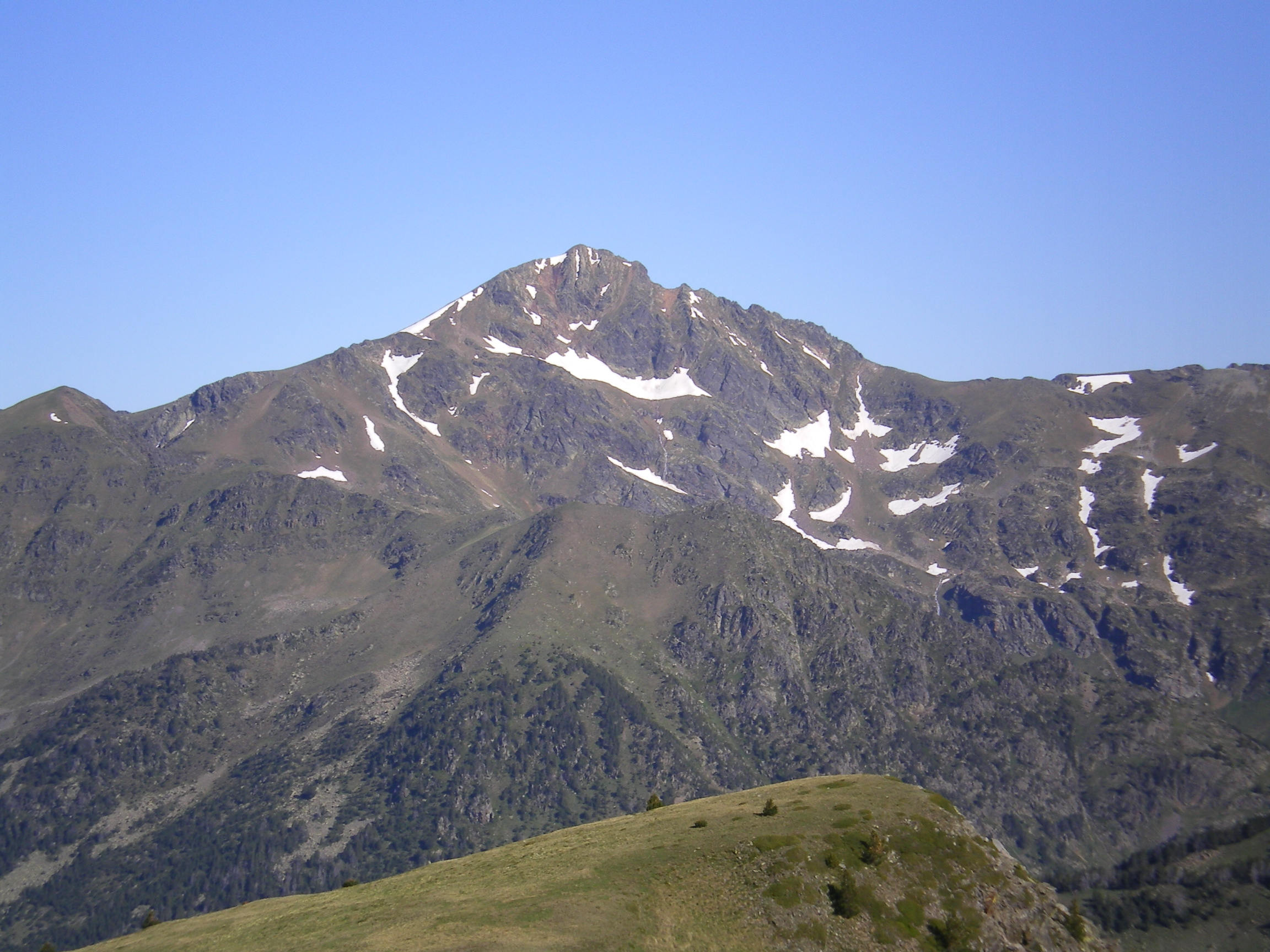
Le sommet vu depuis la vallée d'El Serrat.
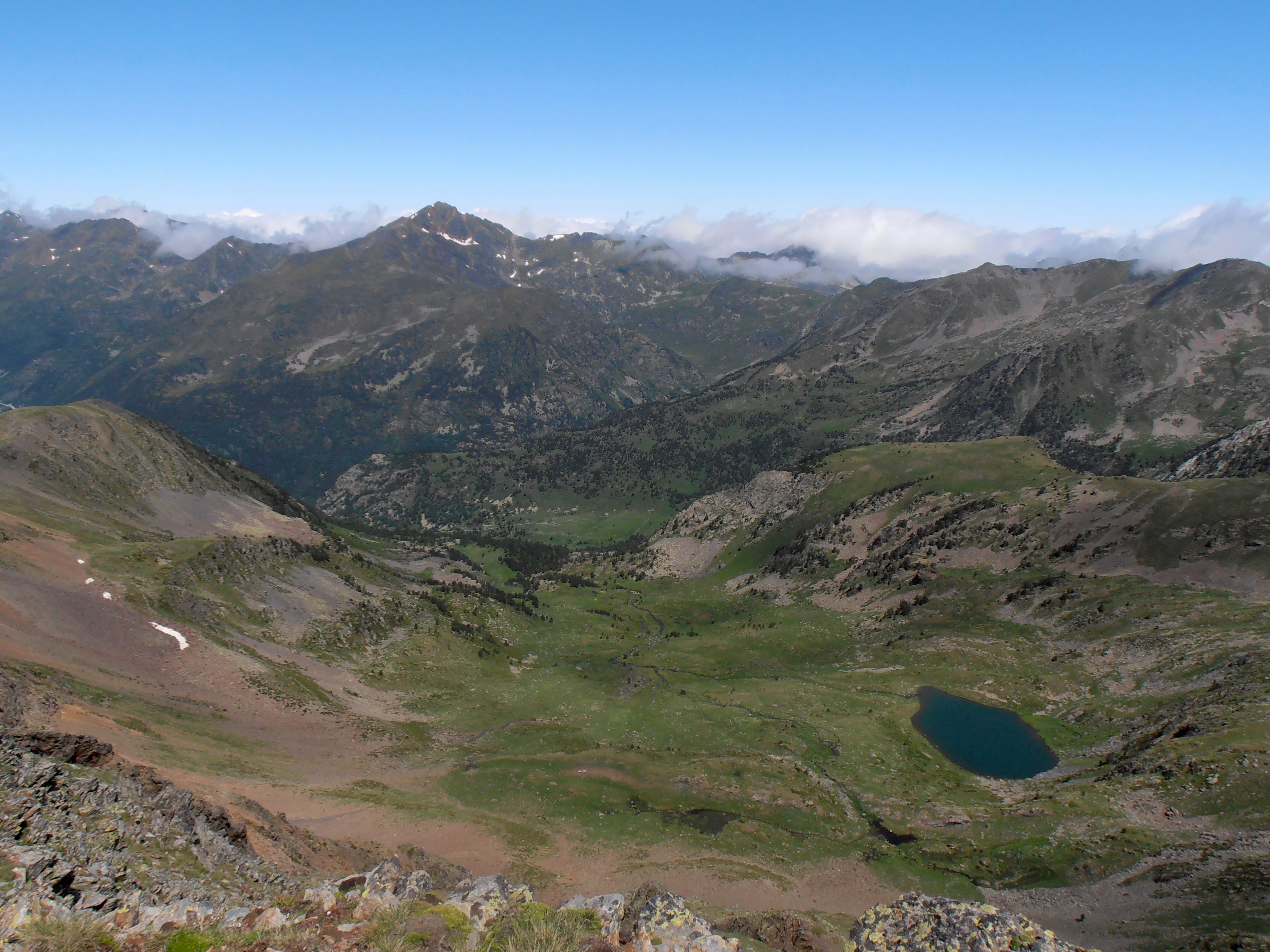
Pic de Font Blanca et la vallée de Sorteny vus depuis le pic de l'Estanyó.

### Géologie
Le pic de Font Blanca est situé sur la chaîne axiale primaire des Pyrénées. Le substrat rocheux est constitué de migmatite. Il constitue un exemple des pics de forme pyramidale situés à l'intersection des crêtes délimitant des cirques glaciaires.

## Histoire
Le pyrénéiste Henry Russell relate son ascension du « Rialb » en 1864 dans son livre Souvenirs d'un montagnard. Partant d'Ordino accompagné par son ami Charles Packe, ils font halte au hameau de El Serrat, « affaiblis par la faim et calcinés par le soleil ». Ils passent néanmoins la frontière mais doivent se résoudre à bivouaquer dans une cabane de berger en contrebas du port de Siguer. Le lendemain, ils montent au sommet (qu'il nomme mont Siguer), redescendent épuisés à Tarascon-sur-Ariège dans la même journée. « Une des descentes les plus interminables des Pyrénées », conclut Russell.

## Voies d'accès
Seuls des itinéraires de randonnée permettent d'accéder au sommet. Côté français, il est possible d'accéder au sommet hors sentier par l'étang du Rouch mais c'est une randonnée longue et difficile à ne prévoir que par beau temps. Côté andorran, la voie d'accès débute au pleta del Castellar sur la route d'Ordino Arcalís. On se dirige ensuite en direction de Comís Vell, avant de rejoindre la coma de Varilles pour atteindre le sommet depuis la Portella de Rialb, pour un dénivelé positif de près de 1 000 m.
Depuis 2017, une sculpture métallique haute de 1,40 m représentant un estripagecs en marque le sommet. Cette sculpture est une copie à taille réduite des estripagecs installés par l'artiste Pere Moles dans le parc naturel de Sorteny. Cinq sculptures identiques ornent d'autres sommets emblématiques de la paroisse d'Ordino : pic de Casamanya, pic de Cataperdís, pic de l'Estanyó, pic de Serrère, pic de Tristagne.